# Premi Fiter i Rossell de novel·la
Premi Fiter i Rossell de novel·la ist ein Literaturpreis, der 1987 von der Regierung Andorras gestiftet wurde. Er zeichnet Romane aus, die auf Katalanisch verfasst wurden, und wird jährlich vom Cercle de les Arts i de les Lletres d'Andorra ausgewählt. Der Preis ist mit 20.000 Euro dotiert. Die Auszeichnung wurde benannt nach Antoni Fiter i Rossell (1706–1748), der zu den bedeutendsten Schriftstellern Andorras gezählt wird.

## Preisträger
- 2019: Joaquim Brustenga für L’ombra del capità
- 2018: Ignasi Serrahima für La mare del temps
- 2017: Núria Gras für Paradís d’Ombres
- 2016: Josep Maria Ràfols für El xiscle de la sirena
- 2015: Maria Encarnació Bellostas für La nena de la casa de la bauma
- 2014: Josep Gironès Descarrega für Presidi Major
- 2013: Albert Hernàndez Xulvi für La ciutat de les flors
- 2012: nicht vergeben
- 2011: nicht vergeben (2 lobenswerte Nennungen)
  - Manuel Riera Martínez für 16 dies de vinagre i fang
  - Tessa Julià Dinarès für El cosidor d’errades
- 2010: nicht vergeben
- 2009: Damià del Clot i Trias für Absolut Taronja
- 2008: Marc Pallarès Piquer für Les cendres de l’harmonia
- 2007: Carme Agustench Gene für Pell de préssec
- 2006: Lluís Oliván Sibat für Un pare possible
- 2005: Jordi Sierra Fabra für Sinaïa el vaixell de l’exili
- 2004: Antoni Dalmau Ribalta für Primavera d’hivern
- 2003: Sílvia Soler Guasch für Mira’m als ulls, amb la novella
- 2002: Jordi Cussà Balaguer für L’alfil sacrificat
- 2001: Vicent Uso Mezquita für L’Herència del vent del sud
- 2000: David Nello für Nou dits
- 1999: Albert Salvadó für L’anell d’Atila història d’una princesa
- 1998: Víctor Mora für Carícies d’un desconegut
- 1997: Joan Peruga Guerrero für Últim estiu a Ordino
- 1996: Eduard Company für Sense retorn
- 1995: Joan Guasp für Concert de comiat
- 1994: Enric Vila Casas für El brunzir del temps
- 1993: Vic Eims für El missatge d’Anduk
- 1992: Jordi Carbonell für El gat de casa
- 1991: nicht vergeben
- 1990: Vicenç Pérez Verdiell für L’ombra del llac
- 1989: Joan Blasco Casanovas für Hi ha una dona a la cel·la del pare prior
- 1988: Juli Minoves Triquell für Segles de memòria
- 1987: Antoni Dalmases für La Revolta de Job